# Serie A 1942-1943
La Serie A 1942-1943 è stata la 43ª edizione della massima serie del campionato italiano di calcio (la 14ª a girone unico), disputata tra il 4 ottobre 1942 e il 6 giugno 1943 e conclusa con la vittoria del Torino, al suo secondo titolo.
Capocannoniere del torneo è stato Silvio Piola (Lazio) con 21 reti.

## Stagione

### Calciomercato

Il ottenne il suo migliore risultato nella storia del girone unico, concludendo il campionato al secondo posto e marciando per diversi tratti della stagione come capolista

In un'estate in cui i trasferimenti furono molto limitati, continuò il progressivo rafforzamento del Torino voluto dal presidente Ferruccio Novo: a completare la rosa furono chiamati gli interni del Venezia, Loik e Mazzola; i lagunari puntarono dunque sulle contropartite Petron e Mezzadra. Si mossero anche la Juventus, che ingaggiò il portiere Sentimenti IV e piazzò il colpo Meazza, e l'Ambrosiana-Inter che licenziò l'allenatore Fiorentini, accasatosi al Livorno, e lo sostituì con Giovanni Ferrari a cui affidarono, per tentare una risalita, Gaddoni e Fabbri dall'Atalanta. Infine la Roma, detentrice del titolo, si limitò a confermare la rosa dell'anno precedente.

### Avvenimenti

#### Girone di andata

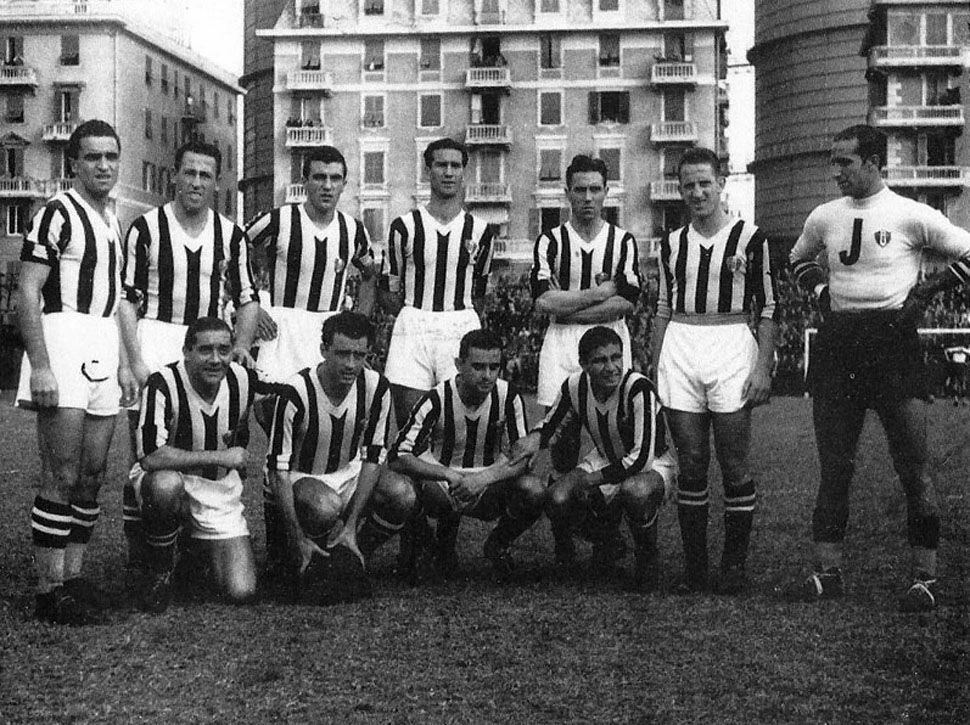
La chiuse al terzo posto con il migliore attacco del torneo, grazie ai gol del trio Lushta-Meazza-Sentimenti III

A vivacizzare sin dalle prime battute il torneo, che iniziò il 4 ottobre 1942, fu il Livorno. La squadra amaranto, salvatasi in extremis l'anno precedente, nel corso dell'estate aveva costruito la sua ossatura con elementi provenienti soprattutto dalla Serie B e si era affidata a Ivo Fiorentini, fautore della tattica del "metodo" e già valorizzatore di talenti all'Atalanta. Partiti spediti, i toscani si scrollarono presto di dosso una Roma destinata a un rapido declino e allungarono: il 22 novembre, espugnata l'Arena Civica, vantavano cinque punti sul Torino secondo, inaspettatamente partito con due sconfitte.
Nel mese di dicembre i granata approfittarono di alcuni passi falsi dei labronici e li affiancarono in vetta, ma l'incostanza nei risultati spinse Novo a esonerare l'allenatore András Kuttik, poco adatto a inquadrare la squadra secondo le nuove logiche del "sistema", e a chiamare il più eclettico Antonio Janni. Il 10 gennaio 1943, al termine del girone di andata, le due squadre erano appaiate: aveva preso il via un duello destinato a durare fino al termine; solo la Juventus e soprattutto l'Ambrosiana, in vetta il 7 febbraio, tentarono d'inserirsi. Sul fondo si erano già staccate, intanto, il debuttante Vicenza e il Venezia, quest'ultimo orfano dei suoi leader; annaspava ormai anche la Roma campione uscente.

#### Girone di ritorno

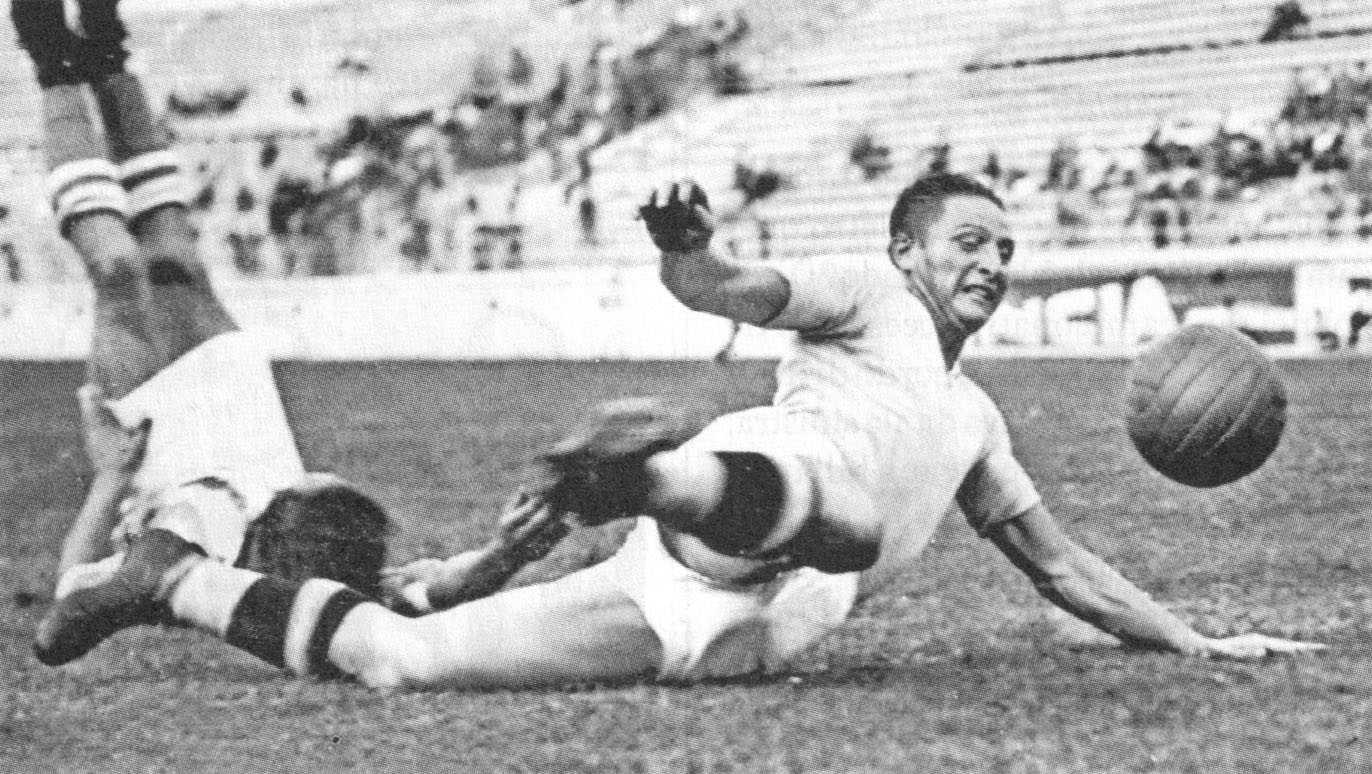
Silvio Piola, della, per la seconda volta in carriera migliore marcatore del campionato con 21 reti

Nel mese di febbraio il Livorno mantenne saldamente la vetta, arrivando a +4 su Torino e Ambrosiana a sette giornate dal termine. Tuttavia con lo stop del 21 marzo in casa della Juventus, gli amaranto furono avvicinati dai granata e la lotta, con l'Ambrosiana ormai in disarmo, fu serrata. Fu un moto d'orgoglio della Roma, il 7 aprile, a costare il primato al Livorno; quindi il Torino si presentò a Bari il 25 aprile con un punto di vantaggio sui labronici e con un ruolino di sei vittorie consecutive alle spalle. Strappata la vittoria sui pugliesi a pochi minuti dalla fine, i piemontesi infransero le speranze dei toscani e incamerarono il secondo scudetto della loro storia, quindici anni dopo il primo. In quella stagione la squadra granata vincerà anche la Coppa Italia, centrando il primo double nella storia del calcio italiano.
Nel finale di campionato, le squadre ormai fuori dal discorso scudetto declinarono bruscamente, andando incontro a pesanti sconfitte – che costarono ai giocatori multe e richiami – contro compagini più bisognose di punti. Nell'ultimo turno la Juventus, che pure aveva strappato il terzo posto all'Ambrosiana, si lasciò superare in goleada dal rinvigorito Vicenza e allo stesso modo gli uomini di Ferrari caddero di fronte al Venezia, il quale a sua volta due settimane prima aveva potuto rientrare in corsa per la salvezza espugnando il campo di Bologna. I lagunari agganciarono così Bari e Triestina, rendendo necessario un triangolare di spareggio per stabilire la penultima classificata, mentre il Liguria, autore di un pessimo girone di ritorno, si era assestato sul fondo. Il suddetto triangolare, che subì variazioni in corsa, nella sua prima fase in maggio ebbe come primo verdetto la salvezza dei giuliani; quindi in giugno, nello spareggio decisivo tra le due squadre ancora in bilico, sancì la retrocessione dei pugliesi.
I declassamenti di Bari e Liguria si rivelarono poi solamente virtuali, visto che furono annullati già nell'estate del 1943, stante l'evolversi degli eventi bellici sul territorio nazionale. Il piano, annunciato nel luglio di quell'anno, di far disputare nella stagione seguente un campionato misto di Serie A-B a 36 squadre, suddivise in tre gironi, naufragò definitivamente dopo l'8 settembre, a causa dell'armistizio di Cassibile e della conseguente spaccatura dell'Italia in due, occupata dall'Asse al Nord e dagli Alleati al Sud. In questo scenario, la FIGC della neonata Repubblica Sociale Italiana organizzò nel 1944 un campionato di Alta Italia, che fu vinto dallo Spezia, ma che fu disconosciuto a posteriori dalla stessa Federcalcio repubblichina. Un campionato di Serie A-B misto, regolare e riconosciuto ufficialmente, poté avere luogo soltanto a ostilità concluse nella stagione 1945-1946, mentre per tornare alla Serie A a girone unico si dovette attendere l'annata successiva.

## Squadre partecipanti
| Club             | Stagione | Città   | Stadio                                                                           | Stagione precedente           |
| ---------------- | -------- | ------- | -------------------------------------------------------------------------------- | ----------------------------- |
| Ambrosiana-Inter | dettagli | Milano  | Arena Civica                                                                     | 12º posto in Serie A          |
| Atalanta         | dettagli | Bergamo | Stadio Mario Brumana                                                             | 13º posto in Serie A          |
| Bari             | dettagli | Bari    | Stadio della Vittoria                                                            | 1º posto in Serie B, promosso |
| Bologna          | dettagli | Bologna | Stadio del Littoriale                                                            | 7º posto in Serie A           |
| Fiorentina       | dettagli | Firenze | Stadio Giovanni Berta                                                            | 9º posto in Serie A           |
| Genova 1893      | dettagli | Genova  | Stadio Luigi Ferraris                                                            | 4º posto in Serie A           |
| Juventus         | dettagli | Torino  | Stadio Municipale Benito Mussolini                                               | 6º posto in Serie A           |
| Lazio            | dettagli | Roma    | Stadio Nazionale del PNF                                                         | 5º posto in Serie A           |
| Liguria          | dettagli | Genova  | Stadio del Littorio                                                              | 11º posto in Serie A          |
| Livorno          | dettagli | Livorno | Stadio Edda Ciano Mussolini                                                      | 14º posto in Serie A          |
| Milano           | dettagli | Milano  | Arena Civica                                                                     | 10º posto in Serie A          |
| Roma             | dettagli | Roma    | Stadio Nazionale del PNF                                                         | 1º posto in Serie A           |
| Torino           | dettagli | Torino  | Stadio Filadelfia Stadio Municipale Benito Mussolini (Dall'8ª alla 16ª giornata) | 2º posto in Serie A           |
| Triestina        | dettagli | Trieste | Stadio Littorio                                                                  | 8º posto in Serie A           |
| Venezia          | dettagli | Venezia | Stadio Pierluigi Penzo                                                           | 3º posto in Serie A           |
| Vicenza          | dettagli | Vicenza | Campo del Littorio                                                               | 2º posto in Serie B, promosso |

## Allenatori e primatisti
| Squadra          | Allenatore                                                             | Calciatore più presente                                                                   | Cannoniere                             |
| ---------------- | ---------------------------------------------------------------------- | ----------------------------------------------------------------------------------------- | -------------------------------------- |
| Ambrosiana-Inter | Giovanni Ferrari                                                       | Angelo Caimo (30)                                                                         | Giovanni Gaddoni (14)                  |
| Atalanta         | János Nehadoma                                                         | Alberto Citterio, Secondo Lanfranco, Luigi Mamoli, Vittorio Schiavi, Paolo Tabanelli (30) | Adriano Gè (12)                        |
| Bari             | János Vanicsek (1ª-17ª) Raffaele Costantino (18ª-30ª e spareggi)       | Walter De Boni, Paolo Giammarco (30)                                                      | Dante Di Benedetti, Camillo Fabbri (6) |
| Bologna          | Mario Montesanto                                                       | Vittorio Malagoli (30)                                                                    | Frane Matošić (13)                     |
| Fiorentina       | Giuseppe Galluzzi                                                      | Ferruccio Valcareggi (30)                                                                 | Angelo Bollano, Renato Gei (11)        |
| Genova 1893      | Guido Ara                                                              | Guglielmo Trevisan (30)                                                                   | Guglielmo Trevisan (20)                |
| Juventus         | Virginio Rosetta                                                       | Vittorio Sentimenti, Giovanni Varglien (30)                                               | Vittorio Sentimenti (19)               |
| Lazio            | Alexander Popovic                                                      | Luciano Ramella (30)                                                                      | Silvio Piola (21)                      |
| Liguria          | Tony Cargnelli                                                         | Aldo Parena, Pietro Tabor (29)                                                            | Ernani D'Alconzo (9)                   |
| Livorno          | Ivo Fiorentini                                                         | Fabio Del Bianco, Mario Stua, Renato Tori (30)                                            | Teresio Piana (12)                     |
| Milano           | Mario Magnozzi                                                         | Walter Del Medico, Edoardo Galimberti (30)                                                | Walter Del Medico (8)                  |
| Roma             | Alfréd Schaffer (1ª-10ª) Géza Kertész (11ª-30ª)                        | Miguel Ángel Pantó (30)                                                                   | Amedeo Amadei (14)                     |
| Torino           | András Kuttik (1ª-24ª) Antonio Janni (25ª-30ª)                         | Giuseppe Grezar, Ezio Loik, Valentino Mazzola, Pietro Ferraris (30)                       | Guglielmo Gabetto (14)                 |
| Triestina        | Mario Villini (1ª-13ª) Guido Testolina (14ª-30ª e spareggi)            | Aldo Ballarin, Emilio Rancilio (30)                                                       | Francesco Cergoli (7)                  |
| Venezia          | Giovanni Battista Rebuffo (1ª-18ª) János Vanicsek (19ª-30ª e spareggi) | Sandro Puppo (30)                                                                         | Francesco Pernigo (9)                  |
| Vicenza          | Pietro Spinato                                                         | Livio Bussi (28)                                                                          | Alberto Marchetti (12)                 |

## Classifica finale
|  | Pos. | Squadra          | Pt | G  | V  | N  | P  | GF | GS |
|  | ---- | ---------------- | -- | -- | -- | -- | -- | -- | -- |
|  | 1.   | Torino           | 44 | 30 | 20 | 4  | 6  | 68 | 31 |
|  | 2.   | Livorno          | 43 | 30 | 18 | 7  | 5  | 52 | 34 |
|  | 3.   | Juventus         | 37 | 30 | 16 | 5  | 9  | 75 | 55 |
|  | 4.   | Ambrosiana-Inter | 34 | 30 | 15 | 4  | 11 | 53 | 38 |
|  | 5.   | Genova 1893      | 33 | 30 | 14 | 5  | 11 | 59 | 53 |
|  | 6.   | Bologna          | 29 | 30 | 12 | 5  | 13 | 53 | 39 |
|  | 6.   | Milano           | 29 | 30 | 10 | 9  | 11 | 39 | 44 |
|  | 6.   | Fiorentina       | 29 | 30 | 12 | 5  | 13 | 55 | 61 |
|  | 9.   | Lazio            | 28 | 30 | 10 | 8  | 12 | 56 | 59 |
|  | 9.   | Atalanta         | 28 | 30 | 11 | 6  | 13 | 34 | 44 |
|  | 9.   | Roma             | 28 | 30 | 12 | 4  | 14 | 36 | 50 |
|  | 12.  | Vicenza          | 25 | 30 | 8  | 9  | 13 | 36 | 44 |
|  | 13.  | Triestina        | 24 | 30 | 5  | 14 | 11 | 32 | 40 |
|  | 14.  | Venezia          | 24 | 30 | 8  | 8  | 14 | 34 | 46 |
|  | 15.  | Bari             | 24 | 30 | 7  | 10 | 13 | 24 | 38 |
|  | 16.  | Liguria          | 21 | 30 | 7  | 7  | 16 | 36 | 66 |

Legenda:
      Campione d'Italia.
      Retrocesso in Serie B, secondo l'impostazione originaria.
Regolamento:
Due punti a vittoria, uno a pareggio, zero a sconfitta.
In caso di parità, venivano effettuati spareggi per determinare titolo o retrocessioni.
Note:
Bari, Triestina e Venezia terminarono il campionato a pari punti: per decidere la squadra da retrocedere si effettuarono gli spareggi.
Bari e Liguria furono riammessi, dopo un decreto del presidente federale Ridolfi del 2 luglio 1943 che istituiva un campionato misto A-B per l'annata successiva, agli effetti dei provvedimenti del Commissario avvocato Mauro del 4 settembre che prendevano atto dell'impossibilità di disputare la nuova stagione; a causa degli eventi bellici il successivo campionato si svolse, con formula diversa, solo nel 1945-46.

### Squadra campione
| Formazione tipo                                                                                    | Giocatori (presenze)   |
| -------------------------------------------------------------------------------------------------- | ---------------------- |
| Bodoira Piacentini Ellena Ferrini Baldi III Grezar Loik II Mazzola Ferraris II Menti II Gabetto    | Alfredo Bodoira (17)   |
| Bodoira Piacentini Ellena Ferrini Baldi III Grezar Loik II Mazzola Ferraris II Menti II Gabetto    | Sergio Piacentini (22) |
| Bodoira Piacentini Ellena Ferrini Baldi III Grezar Loik II Mazzola Ferraris II Menti II Gabetto    | Giacinto Ellena (29)   |
| Bodoira Piacentini Ellena Ferrini Baldi III Grezar Loik II Mazzola Ferraris II Menti II Gabetto    | Osvaldo Ferrini (23)   |
| Bodoira Piacentini Ellena Ferrini Baldi III Grezar Loik II Mazzola Ferraris II Menti II Gabetto    | Fioravante Baldi (16)  |
| Bodoira Piacentini Ellena Ferrini Baldi III Grezar Loik II Mazzola Ferraris II Menti II Gabetto    | Giuseppe Grezar (30)   |
| Bodoira Piacentini Ellena Ferrini Baldi III Grezar Loik II Mazzola Ferraris II Menti II Gabetto    | Ezio Loik (30)         |
| Bodoira Piacentini Ellena Ferrini Baldi III Grezar Loik II Mazzola Ferraris II Menti II Gabetto    | Valentino Mazzola (30) |
| Bodoira Piacentini Ellena Ferrini Baldi III Grezar Loik II Mazzola Ferraris II Menti II Gabetto    | Romeo Menti (22)       |
| Bodoira Piacentini Ellena Ferrini Baldi III Grezar Loik II Mazzola Ferraris II Menti II Gabetto    | Pietro Ferraris (30)   |
| Bodoira Piacentini Ellena Ferrini Baldi III Grezar Loik II Mazzola Ferraris II Menti II Gabetto    | Guglielmo Gabetto (26) |
| Altri giocatori: Filippo Cavalli (13), Luigi Cassano (15), Cesare Gallea (15), Franco Ossola (12). |                        |

## Risultati

### Tabellone
|             | Amb  | Ata  | Bar  | Bol  | Fio  | Gen  | Juv  | Laz  | Lig  | Liv  | Mil  | Rom  | Tor  | Tri  | Ven  | Vic  |
| ----------- | ---- | ---- | ---- | ---- | ---- | ---- | ---- | ---- | ---- | ---- | ---- | ---- | ---- | ---- | ---- | ---- |
| Ambrosiana  | –––– | 1-0  | 0-0  | 1-0  | 4-0  | 3-0  | 3-1  | 4-1  | 5-1  | 0-1  | 3-1  | 0-2  | 1-0  | 1-0  | 1-4  | 1-2  |
| Atalanta    | 2-5  | –––– | 2-0  | 1-0  | 1-0  | 3-1  | 0-2  | 2-0  | 2-0  | 0-2  | 0-0  | 2-1  | 1-0  | 2-2  | 1-2  | 2-2  |
| Bari        | 1-0  | 0-0  | –––– | 0-1  | 4-2  | 0-0  | 2-3  | 2-1  | 2-0  | 1-1  | 2-0  | 2-2  | 0-1  | 1-0  | 2-1  | 0-0  |
| Bologna     | 3-1  | 2-0  | 4-0  | –––– | 3-1  | 3-1  | 2-2  | 4-0  | 3-3  | 1-2  | 3-0  | 4-2  | 1-2  | 2-2  | 0-2  | 1-2  |
| Fiorentina  | 2-0  | 2-0  | 1-0  | 0-1  | –––– | 3-2  | 3-4  | 1-1  | 5-1  | 4-3  | 3-0  | 3-0  | 2-3  | 2-2  | 2-1  | 4-2  |
| Genova 1893 | 1-0  | 1-0  | 3-2  | 3-1  | 0-2  | –––– | 1-2  | 6-5  | 3-0  | 5-2  | 4-2  | 0-2  | 3-3  | 1-1  | 5-1  | 6-1  |
| Juventus    | 4-2  | 5-1  | 5-0  | 3-1  | 5-2  | 3-2  | –––– | 2-4  | 4-1  | 3-0  | 1-1  | 1-2  | 2-5  | 6-2  | 5-2  | 2-6  |
| Lazio       | 3-1  | 3-2  | 0-0  | 2-1  | 3-3  | 1-1  | 5-3  | –––– | 5-1  | 0-1  | 4-2  | 3-1  | 2-3  | 3-1  | 1-1  | 2-1  |
| Liguria     | 1-1  | 3-0  | 1-0  | 1-7  | 2-2  | 1-2  | 1-0  | 2-0  | –––– | 1-2  | 2-2  | 3-0  | 2-3  | 1-1  | 1-0  | 3-1  |
| Livorno     | 4-2  | 1-1  | 1-1  | 1-0  | 4-1  | 3-1  | 0-3  | 4-2  | 3-1  | –––– | 3-1  | 2-0  | 0-0  | 0-0  | 2-1  | 2-0  |
| Milano      | 0-3  | 0-1  | 3-1  | 3-2  | 1-3  | 0-0  | 2-0  | 4-1  | 0-0  | 1-1  | –––– | 4-1  | 1-0  | 2-0  | 1-2  | 1-1  |
| Roma        | 1-3  | 2-1  | 1-0  | 1-1  | 1-0  | 2-3  | 1-2  | 1-0  | 5-1  | 1-0  | 1-1  | –––– | 0-4  | 1-2  | 2-1  | 1-0  |
| Torino      | 1-3  | 4-2  | 3-0  | 2-1  | 5-0  | 3-1  | 2-0  | 2-2  | 3-0  | 1-2  | 0-1  | 4-0  | –––– | 4-1  | 3-1  | 0-0  |
| Triestina   | 0-0  | 0-1  | 1-1  | 0-0  | 3-0  | 0-1  | 1-1  | 0-0  | 3-1  | 1-1  | 0-1  | 2-0  | 2-3  | –––– | 1-1  | 2-0  |
| Venezia     | 0-2  | 1-1  | 0-0  | 1-0  | 2-2  | 4-1  | 1-1  | 2-1  | 1-0  | 0-1  | 1-3  | 0-0  | 0-3  | 1-1  | –––– | 0-1  |
| Vicenza     | 2-2  | 2-3  | 1-0  | 0-1  | 3-0  | 0-1  | 0-0  | 1-1  | 1-1  | 1-3  | 1-1  | 1-2  | 0-1  | 2-1  | 2-0  | –––– |

### Calendario
| andata (1ª) | andata (1ª) | Prima giornata      | ritorno (16ª) | ritorno (16ª) |
|             |             |                     |               |               |
| 4 ott.      | 1-0         | Ambrosiana-Torino   | 3-1           | 17 gen.       |
| 4 ott.      | 2-0         | Bari-Liguria        | 0-1           | 17 gen.       |
| 4 ott.      | 2-0         | Bologna-Atalanta    | 0-1           | 17 gen.       |
| 4 ott.      | 6-1         | Genova 1893-Vicenza | 1-0           | 17 gen.       |
| 4 ott.      | 1-1         | Juventus-Milano     | 0-2           | 17 gen.       |
| 4 ott.      | 2-1         | Livorno-Venezia     | 1-0           | 17 gen.       |
| 4 ott.      | 1-0         | Roma-Fiorentina     | 0-3           | 17 gen.       |
| 4 ott.      | 0-0         | Triestina-Lazio     | 1-3           | 17 gen.       |

| andata (3ª) | andata (3ª) | Terza giornata      | ritorno (18ª) | ritorno (18ª) |
|             |             |                     |               |               |
| 18 ott.     | 1-0         | Ambrosiana-Atalanta | 5-2           | 31 gen.       |
| 18 ott.     | 2-1         | Bari-Lazio          | 0-0           | 31 gen.       |
| 18 ott.     | 4-2         | Fiorentina-Vicenza  | 0-3           | 31 gen.       |
| 18 ott.     | 5-1         | Genova 1893-Venezia | 1-4           | 31 gen.       |
| 18 ott.     | 2-5         | Juventus-Torino     | 0-2           | 31 gen.       |
| 18 ott.     | 3-1         | Livorno-Liguria     | 2-1           | 31 gen.       |
| 18 ott.     | 1-1         | Roma-Milano         | 1-4           | 31 gen.       |
| 18 ott.     | 0-0         | Triestina-Bologna   | 2-2           | 31 gen.       |

| andata (5ª) | andata (5ª) | Quinta giornata     | ritorno (20ª) | ritorno (20ª) |
|             |             |                     |               |               |
| 1º nov.     | 1-0         | Ambrosiana-Bologna  | 1-3           | 14 feb.       |
| 1º nov.     | 2-1         | Fiorentina-Venezia  | 2-2           | 14 feb.       |
| 1º nov.     | 3-0         | Genova 1893-Liguria | 2-1           | 14 feb.       |
| 1º nov.     | 5-1         | Juventus-Atalanta   | 2-0           | 14 feb.       |
| 1º nov.     | 4-2         | Livorno-Lazio       | 1-0           | 14 feb.       |
| 1º nov.     | 0-4         | Roma-Torino         | 0-4           | 14 feb.       |
| 1º nov.     | 1-1         | Triestina-Bari      | 0-1           | 14 feb.       |
| 1º nov.     | 1-1         | Vicenza-Milano      | 1-1           | 14 feb.       |

| andata (7ª) | andata (7ª) | Settima giornata     | ritorno (22ª) | ritorno (22ª) |
|             |             |                      |               |               |
| 15 nov.     | 5-1         | Fiorentina-Liguria   | 2-2           | 28 feb.       |
| 15 nov.     | 6-5         | Genova 1893-Lazio    | 1-1           | 28 feb.       |
| 15 nov.     | 3-1         | Juventus-Bologna     | 2-2           | 28 feb.       |
| 15 nov.     | 1-1         | Livorno-Bari         | 1-1           | 28 feb.       |
| 15 nov.     | 1-2         | Milano-Venezia       | 3-1           | 28 feb.       |
| 15 nov.     | 2-1         | Roma-Atalanta        | 1-2           | 28 feb.       |
| 15 nov.     | 0-0         | Triestina-Ambrosiana | 0-1           | 28 feb.       |
| 15 nov.     | 0-1         | Vicenza-Torino       | 0-0           | 28 feb.       |

| andata (9ª) | andata (9ª) | Nona giornata       | ritorno (24ª) | ritorno (24ª) |
|             |             |                     |               |               |
| 29 nov.     | 1-1         | Fiorentina-Lazio    | 3-3           | 14 mar.       |
| 29 nov.     | 3-2         | Genova 1893-Bari    | 0-0           | 14 mar.       |
| 29 nov.     | 4-2         | Juventus-Ambrosiana | 1-3           | 14 mar.       |
| 29 nov.     | 0-0         | Milano-Liguria      | 2-2           | 14 mar.       |
| 29 nov.     | 1-1         | Roma-Bologna        | 2-4           | 14 mar.       |
| 29 nov.     | 1-1         | Triestina-Livorno   | 0-0           | 14 mar.       |
| 29 nov.     | 0-3         | Venezia-Torino      | 1-3           | 14 mar.       |
| 29 nov.     | 2-3         | Vicenza-Atalanta    | 2-2           | 14 mar.       |

| andata (11ª) | andata (11ª) | Undicesima giornata | ritorno (26ª) | ritorno (26ª) |
|              |              |                     |               |               |
| 13 dic.      | 1-0          | Fiorentina-Bari     | 2-4           | 28 mar.       |
| 13 dic.      | 5-2          | Genova 1893-Livorno | 1-3           | 28 mar.       |
| 13 dic.      | 4-1          | Milano-Lazio        | 2-4           | 28 mar.       |
| 13 dic.      | 1-3          | Roma-Ambrosiana     | 2-0           | 28 mar.       |
| 13 dic.      | 3-0          | Torino-Liguria      | 3-2           | 28 mar.       |
| 13 dic.      | 1-1          | Triestina-Juventus  | 2-6           | 28 mar.       |
| 13 dic.      | 1-1          | Venezia-Atalanta    | 2-1           | 28 mar.       |
| 13 dic.      | 0-1          | Vicenza-Bologna     | 2-1           | 28 mar.       |

| andata (13ª) | andata (13ª) | Tredicesima giornata  | ritorno (28ª) | ritorno (28ª) |
|              |              |                       |               |               |
| 27 dic.      | 4-3          | Fiorentina-Livorno    | 1-4           | 11 apr.       |
| 27 dic.      | 3-0          | Liguria-Atalanta      | 0-2           | 11 apr.       |
| 27 dic.      | 3-1          | Milano-Bari           | 0-2           | 11 apr.       |
| 27 dic.      | 1-2          | Roma-Juventus         | 2-1           | 11 apr.       |
| 27 dic.      | 2-2          | Torino-Lazio          | 3-2           | 11 apr.       |
| 27 dic.      | 0-1          | Triestina-Genova 1893 | 1-1           | 11 apr.       |
| 27 dic.      | 1-0          | Venezia-Bologna       | 2-0           | 11 apr.       |
| 27 dic.      | 2-2          | Vicenza-Ambrosiana    | 2-1           | 11 apr.       |

| andata (15ª) | andata (15ª) | Quindicesima giornata  | ritorno (30ª) | ritorno (30ª) |
|              |              |                        |               |               |
| 10 gen.      | 2-0          | Atalanta-Lazio         | 2-3           | 25 apr.       |
| 10 gen.      | 3-2          | Fiorentina-Genova 1893 | 2-0           | 25 apr.       |
| 10 gen.      | 1-7          | Liguria-Bologna        | 3-3           | 25 apr.       |
| 10 gen.      | 1-1          | Milano-Livorno         | 1-3           | 25 apr.       |
| 10 gen.      | 1-2          | Roma-Triestina         | 0-2           | 25 apr.       |
| 10 gen.      | 3-0          | Torino-Bari            | 1-0           | 25 apr.       |
| 10 gen.      | 0-2          | Venezia-Ambrosiana     | 4-1           | 25 apr.       |
| 10 gen.      | 0-0          | Vicenza-Juventus       | 6-2           | 25 apr.       |

| andata (2ª) | andata (2ª) | Seconda giornata     | ritorno (17ª) | ritorno (17ª) |
|             |             |                      |               |               |
| 11 ott.     | 2-0         | Atalanta-Bari        | 0-0           | 24 gen.       |
| 11 ott.     | 2-2         | Fiorentina-Triestina | 0-3           | 24 gen.       |
| 11 ott.     | 2-1         | Lazio-Bologna        | 0-4           | 24 gen.       |
| 11 ott.     | 1-1         | Liguria-Ambrosiana   | 1-5           | 24 gen.       |
| 11 ott.     | 0-0         | Milano-Genova 1893   | 2-4           | 24 gen.       |
| 11 ott.     | 1-2         | Torino-Livorno       | 0-0           | 24 gen.       |
| 11 ott.     | 1-1         | Venezia-Juventus     | 2-5           | 24 gen.       |
| 11 ott.     | 1-2         | Vicenza-Roma         | 0-1           | 24 gen.       |

| andata (4ª) | andata (4ª) | Quarta giornata    | ritorno (19ª) | ritorno (19ª) |
|             |             |                    |               |               |
| 25 ott.     | 0-2         | Atalanta-Livorno   | 1-1           | 7 feb.        |
| 25 ott.     | 4-0         | Bologna-Bari       | 1-0           | 7 feb.        |
| 25 ott.     | 3-1         | Lazio-Ambrosiana   | 1-4           | 7 feb.        |
| 25 ott.     | 1-0         | Liguria-Juventus   | 1-4           | 7 feb.        |
| 25 ott.     | 1-3         | Milano-Fiorentina  | 0-3           | 7 feb.        |
| 25 ott.     | 3-1         | Torino-Genova 1893 | 3-3           | 7 feb.        |
| 25 ott.     | 0-0         | Venezia-Roma       | 1-2           | 7 feb.        |
| 25 ott.     | 2-1         | Vicenza-Triestina  | 0-2           | 7 feb.        |

| andata (6ª) | andata (6ª) | Sesta giornata       | ritorno (21ª) | ritorno (21ª) |
|             |             |                      |               |               |
| 8 nov.      | 3-1         | Atalanta-Genova 1893 | 0-1           | 21 feb.       |
| 8 nov.      | 1-0         | Bari-Ambrosiana      | 0-0           | 21 feb.       |
| 8 nov.      | 1-2         | Bologna-Livorno      | 0-1           | 21 feb.       |
| 8 nov.      | 5-3         | Lazio-Juventus       | 4-2           | 21 feb.       |
| 18 feb.     | 3-0         | Liguria-Roma         | 1-5           | 21 feb.       |
| 8 nov.      | 2-0         | Milano-Triestina     | 1-0           | 21 feb.       |
| 8 nov.      | 5-0         | Torino-Fiorentina    | 3-2           | 21 feb.       |
| 8 nov.      | 0-1         | Venezia-Vicenza      | 0-2           | 21 feb.       |

| andata (8ª) | andata (8ª) | Ottava giornata     | ritorno (23ª) | ritorno (23ª) |
|             |             |                     |               |               |
| 22 nov.     | 0-1         | Ambrosiana-Livorno  | 2-4           | 7 mar.        |
| 22 nov.     | 1-0         | Atalanta-Fiorentina | 0-2           | 7 mar.        |
| 22 nov.     | 2-3         | Bari-Juventus       | 0-5           | 7 mar.        |
| 22 nov.     | 3-1         | Bologna-Genova 1893 | 1-3           | 7 mar.        |
| 22 nov.     | 3-1         | Lazio-Roma          | 0-1           | 7 mar.        |
| 22 nov.     | 3-1         | Liguria-Vicenza     | 1-1           | 7 mar.        |
| 22 nov.     | 0-1         | Torino-Milano       | 0-1           | 7 mar.        |
| 22 nov.     | 1-1         | Venezia-Triestina   | 1-1           | 7 mar.        |

| andata (10ª) | andata (10ª) | Decima giornata        | ritorno (25ª) | ritorno (25ª) |
|              |              |                        |               |               |
| 6 dic.       | 3-0          | Ambrosiana-Genova 1893 | 0-1           | 21 mar.       |
| 6 dic.       | 0-0          | Atalanta-Milano        | 1-0           | 21 mar.       |
| 6 dic.       | 2-2          | Bari-Roma              | 0-1           | 21 mar.       |
| 6 dic.       | 3-1          | Bologna-Fiorentina     | 1-0           | 21 mar.       |
| 6 dic.       | 2-1          | Lazio-Vicenza          | 1-1           | 21 mar.       |
| 6 dic.       | 1-0          | Liguria-Venezia        | 0-1           | 21 mar.       |
| 6 dic.       | 0-3          | Livorno-Juventus       | 0-3           | 21 mar.       |
| 6 dic.       | 4-1          | Torino-Triestina       | 3-2           | 21 mar.       |

| andata (12ª) | andata (12ª) | Dodicesima giornata   | ritorno (27ª) | ritorno (27ª) |
|              |              |                       |               |               |
| 20 dic.      | 4-0          | Ambrosiana-Fiorentina | 0-2           | 4 apr.        |
| 20 dic.      | 1-0          | Atalanta-Torino       | 2-4           | 4 apr.        |
| 20 dic.      | 0-0          | Bari-Vicenza          | 0-1           | 4 apr.        |
| 20 dic.      | 3-0          | Bologna-Milano        | 2-3           | 4 apr.        |
| 20 dic.      | 3-2          | Juventus-Genova 1893  | 2-1           | 4 apr.        |
| 20 dic.      | 1-1          | Lazio-Venezia         | 1-2           | 4 apr.        |
| 20 dic.      | 1-1          | Liguria-Triestina     | 1-3           | 4 apr.        |
| 20 dic.      | 2-0          | Livorno-Roma          | 0-1           | 4 apr.        |

| andata (14ª) | andata (14ª) | Quattordicesima giornata | ritorno (29ª) | ritorno (29ª) |
|              |              |                          |               |               |
| 3 gen.       | 3-1          | Ambrosiana-Milano        | 3-0           | 18 apr.       |
| 3 gen.       | 2-1          | Bari-Venezia             | 0-0           | 18 apr.       |
| 3 gen.       | 1-2          | Bologna-Torino           | 1-2           | 18 apr.       |
| 3 gen.       | 0-2          | Genova 1893-Roma         | 3-2           | 18 apr.       |
| 3 gen.       | 5-2          | Juventus-Fiorentina      | 4-3           | 18 apr.       |
| 3 gen.       | 5-1          | Lazio-Liguria            | 0-2           | 18 apr.       |
| 3 gen.       | 2-0          | Livorno-Vicenza          | 3-1           | 18 apr.       |
| 3 gen.       | 0-1          | Triestina-Atalanta       | 2-2           | 18 apr.       |

| andata (1ª) | andata (1ª) | Prima giornata      | ritorno (16ª) | ritorno (16ª) |
|             |             |                     |               |               |
| 4 ott.      | 1-0         | Ambrosiana-Torino   | 3-1           | 17 gen.       |
| 4 ott.      | 2-0         | Bari-Liguria        | 0-1           | 17 gen.       |
| 4 ott.      | 2-0         | Bologna-Atalanta    | 0-1           | 17 gen.       |
| 4 ott.      | 6-1         | Genova 1893-Vicenza | 1-0           | 17 gen.       |
| 4 ott.      | 1-1         | Juventus-Milano     | 0-2           | 17 gen.       |
| 4 ott.      | 2-1         | Livorno-Venezia     | 1-0           | 17 gen.       |
| 4 ott.      | 1-0         | Roma-Fiorentina     | 0-3           | 17 gen.       |
| 4 ott.      | 0-0         | Triestina-Lazio     | 1-3           | 17 gen.       |

| andata (3ª) | andata (3ª) | Terza giornata      | ritorno (18ª) | ritorno (18ª) |
|             |             |                     |               |               |
| 18 ott.     | 1-0         | Ambrosiana-Atalanta | 5-2           | 31 gen.       |
| 18 ott.     | 2-1         | Bari-Lazio          | 0-0           | 31 gen.       |
| 18 ott.     | 4-2         | Fiorentina-Vicenza  | 0-3           | 31 gen.       |
| 18 ott.     | 5-1         | Genova 1893-Venezia | 1-4           | 31 gen.       |
| 18 ott.     | 2-5         | Juventus-Torino     | 0-2           | 31 gen.       |
| 18 ott.     | 3-1         | Livorno-Liguria     | 2-1           | 31 gen.       |
| 18 ott.     | 1-1         | Roma-Milano         | 1-4           | 31 gen.       |
| 18 ott.     | 0-0         | Triestina-Bologna   | 2-2           | 31 gen.       |

| andata (5ª) | andata (5ª) | Quinta giornata     | ritorno (20ª) | ritorno (20ª) |
|             |             |                     |               |               |
| 1º nov.     | 1-0         | Ambrosiana-Bologna  | 1-3           | 14 feb.       |
| 1º nov.     | 2-1         | Fiorentina-Venezia  | 2-2           | 14 feb.       |
| 1º nov.     | 3-0         | Genova 1893-Liguria | 2-1           | 14 feb.       |
| 1º nov.     | 5-1         | Juventus-Atalanta   | 2-0           | 14 feb.       |
| 1º nov.     | 4-2         | Livorno-Lazio       | 1-0           | 14 feb.       |
| 1º nov.     | 0-4         | Roma-Torino         | 0-4           | 14 feb.       |
| 1º nov.     | 1-1         | Triestina-Bari      | 0-1           | 14 feb.       |
| 1º nov.     | 1-1         | Vicenza-Milano      | 1-1           | 14 feb.       |

| andata (7ª) | andata (7ª) | Settima giornata     | ritorno (22ª) | ritorno (22ª) |
|             |             |                      |               |               |
| 15 nov.     | 5-1         | Fiorentina-Liguria   | 2-2           | 28 feb.       |
| 15 nov.     | 6-5         | Genova 1893-Lazio    | 1-1           | 28 feb.       |
| 15 nov.     | 3-1         | Juventus-Bologna     | 2-2           | 28 feb.       |
| 15 nov.     | 1-1         | Livorno-Bari         | 1-1           | 28 feb.       |
| 15 nov.     | 1-2         | Milano-Venezia       | 3-1           | 28 feb.       |
| 15 nov.     | 2-1         | Roma-Atalanta        | 1-2           | 28 feb.       |
| 15 nov.     | 0-0         | Triestina-Ambrosiana | 0-1           | 28 feb.       |
| 15 nov.     | 0-1         | Vicenza-Torino       | 0-0           | 28 feb.       |

| andata (9ª) | andata (9ª) | Nona giornata       | ritorno (24ª) | ritorno (24ª) |
|             |             |                     |               |               |
| 29 nov.     | 1-1         | Fiorentina-Lazio    | 3-3           | 14 mar.       |
| 29 nov.     | 3-2         | Genova 1893-Bari    | 0-0           | 14 mar.       |
| 29 nov.     | 4-2         | Juventus-Ambrosiana | 1-3           | 14 mar.       |
| 29 nov.     | 0-0         | Milano-Liguria      | 2-2           | 14 mar.       |
| 29 nov.     | 1-1         | Roma-Bologna        | 2-4           | 14 mar.       |
| 29 nov.     | 1-1         | Triestina-Livorno   | 0-0           | 14 mar.       |
| 29 nov.     | 0-3         | Venezia-Torino      | 1-3           | 14 mar.       |
| 29 nov.     | 2-3         | Vicenza-Atalanta    | 2-2           | 14 mar.       |

| andata (11ª) | andata (11ª) | Undicesima giornata | ritorno (26ª) | ritorno (26ª) |
|              |              |                     |               |               |
| 13 dic.      | 1-0          | Fiorentina-Bari     | 2-4           | 28 mar.       |
| 13 dic.      | 5-2          | Genova 1893-Livorno | 1-3           | 28 mar.       |
| 13 dic.      | 4-1          | Milano-Lazio        | 2-4           | 28 mar.       |
| 13 dic.      | 1-3          | Roma-Ambrosiana     | 2-0           | 28 mar.       |
| 13 dic.      | 3-0          | Torino-Liguria      | 3-2           | 28 mar.       |
| 13 dic.      | 1-1          | Triestina-Juventus  | 2-6           | 28 mar.       |
| 13 dic.      | 1-1          | Venezia-Atalanta    | 2-1           | 28 mar.       |
| 13 dic.      | 0-1          | Vicenza-Bologna     | 2-1           | 28 mar.       |

| andata (13ª) | andata (13ª) | Tredicesima giornata  | ritorno (28ª) | ritorno (28ª) |
|              |              |                       |               |               |
| 27 dic.      | 4-3          | Fiorentina-Livorno    | 1-4           | 11 apr.       |
| 27 dic.      | 3-0          | Liguria-Atalanta      | 0-2           | 11 apr.       |
| 27 dic.      | 3-1          | Milano-Bari           | 0-2           | 11 apr.       |
| 27 dic.      | 1-2          | Roma-Juventus         | 2-1           | 11 apr.       |
| 27 dic.      | 2-2          | Torino-Lazio          | 3-2           | 11 apr.       |
| 27 dic.      | 0-1          | Triestina-Genova 1893 | 1-1           | 11 apr.       |
| 27 dic.      | 1-0          | Venezia-Bologna       | 2-0           | 11 apr.       |
| 27 dic.      | 2-2          | Vicenza-Ambrosiana    | 2-1           | 11 apr.       |

| andata (15ª) | andata (15ª) | Quindicesima giornata  | ritorno (30ª) | ritorno (30ª) |
|              |              |                        |               |               |
| 10 gen.      | 2-0          | Atalanta-Lazio         | 2-3           | 25 apr.       |
| 10 gen.      | 3-2          | Fiorentina-Genova 1893 | 2-0           | 25 apr.       |
| 10 gen.      | 1-7          | Liguria-Bologna        | 3-3           | 25 apr.       |
| 10 gen.      | 1-1          | Milano-Livorno         | 1-3           | 25 apr.       |
| 10 gen.      | 1-2          | Roma-Triestina         | 0-2           | 25 apr.       |
| 10 gen.      | 3-0          | Torino-Bari            | 1-0           | 25 apr.       |
| 10 gen.      | 0-2          | Venezia-Ambrosiana     | 4-1           | 25 apr.       |
| 10 gen.      | 0-0          | Vicenza-Juventus       | 6-2           | 25 apr.       |

| andata (2ª) | andata (2ª) | Seconda giornata     | ritorno (17ª) | ritorno (17ª) |
|             |             |                      |               |               |
| 11 ott.     | 2-0         | Atalanta-Bari        | 0-0           | 24 gen.       |
| 11 ott.     | 2-2         | Fiorentina-Triestina | 0-3           | 24 gen.       |
| 11 ott.     | 2-1         | Lazio-Bologna        | 0-4           | 24 gen.       |
| 11 ott.     | 1-1         | Liguria-Ambrosiana   | 1-5           | 24 gen.       |
| 11 ott.     | 0-0         | Milano-Genova 1893   | 2-4           | 24 gen.       |
| 11 ott.     | 1-2         | Torino-Livorno       | 0-0           | 24 gen.       |
| 11 ott.     | 1-1         | Venezia-Juventus     | 2-5           | 24 gen.       |
| 11 ott.     | 1-2         | Vicenza-Roma         | 0-1           | 24 gen.       |

| andata (4ª) | andata (4ª) | Quarta giornata    | ritorno (19ª) | ritorno (19ª) |
|             |             |                    |               |               |
| 25 ott.     | 0-2         | Atalanta-Livorno   | 1-1           | 7 feb.        |
| 25 ott.     | 4-0         | Bologna-Bari       | 1-0           | 7 feb.        |
| 25 ott.     | 3-1         | Lazio-Ambrosiana   | 1-4           | 7 feb.        |
| 25 ott.     | 1-0         | Liguria-Juventus   | 1-4           | 7 feb.        |
| 25 ott.     | 1-3         | Milano-Fiorentina  | 0-3           | 7 feb.        |
| 25 ott.     | 3-1         | Torino-Genova 1893 | 3-3           | 7 feb.        |
| 25 ott.     | 0-0         | Venezia-Roma       | 1-2           | 7 feb.        |
| 25 ott.     | 2-1         | Vicenza-Triestina  | 0-2           | 7 feb.        |

| andata (6ª) | andata (6ª) | Sesta giornata       | ritorno (21ª) | ritorno (21ª) |
|             |             |                      |               |               |
| 8 nov.      | 3-1         | Atalanta-Genova 1893 | 0-1           | 21 feb.       |
| 8 nov.      | 1-0         | Bari-Ambrosiana      | 0-0           | 21 feb.       |
| 8 nov.      | 1-2         | Bologna-Livorno      | 0-1           | 21 feb.       |
| 8 nov.      | 5-3         | Lazio-Juventus       | 4-2           | 21 feb.       |
| 18 feb.     | 3-0         | Liguria-Roma         | 1-5           | 21 feb.       |
| 8 nov.      | 2-0         | Milano-Triestina     | 1-0           | 21 feb.       |
| 8 nov.      | 5-0         | Torino-Fiorentina    | 3-2           | 21 feb.       |
| 8 nov.      | 0-1         | Venezia-Vicenza      | 0-2           | 21 feb.       |

| andata (8ª) | andata (8ª) | Ottava giornata     | ritorno (23ª) | ritorno (23ª) |
|             |             |                     |               |               |
| 22 nov.     | 0-1         | Ambrosiana-Livorno  | 2-4           | 7 mar.        |
| 22 nov.     | 1-0         | Atalanta-Fiorentina | 0-2           | 7 mar.        |
| 22 nov.     | 2-3         | Bari-Juventus       | 0-5           | 7 mar.        |
| 22 nov.     | 3-1         | Bologna-Genova 1893 | 1-3           | 7 mar.        |
| 22 nov.     | 3-1         | Lazio-Roma          | 0-1           | 7 mar.        |
| 22 nov.     | 3-1         | Liguria-Vicenza     | 1-1           | 7 mar.        |
| 22 nov.     | 0-1         | Torino-Milano       | 0-1           | 7 mar.        |
| 22 nov.     | 1-1         | Venezia-Triestina   | 1-1           | 7 mar.        |

| andata (10ª) | andata (10ª) | Decima giornata        | ritorno (25ª) | ritorno (25ª) |
|              |              |                        |               |               |
| 6 dic.       | 3-0          | Ambrosiana-Genova 1893 | 0-1           | 21 mar.       |
| 6 dic.       | 0-0          | Atalanta-Milano        | 1-0           | 21 mar.       |
| 6 dic.       | 2-2          | Bari-Roma              | 0-1           | 21 mar.       |
| 6 dic.       | 3-1          | Bologna-Fiorentina     | 1-0           | 21 mar.       |
| 6 dic.       | 2-1          | Lazio-Vicenza          | 1-1           | 21 mar.       |
| 6 dic.       | 1-0          | Liguria-Venezia        | 0-1           | 21 mar.       |
| 6 dic.       | 0-3          | Livorno-Juventus       | 0-3           | 21 mar.       |
| 6 dic.       | 4-1          | Torino-Triestina       | 3-2           | 21 mar.       |

| andata (12ª) | andata (12ª) | Dodicesima giornata   | ritorno (27ª) | ritorno (27ª) |
|              |              |                       |               |               |
| 20 dic.      | 4-0          | Ambrosiana-Fiorentina | 0-2           | 4 apr.        |
| 20 dic.      | 1-0          | Atalanta-Torino       | 2-4           | 4 apr.        |
| 20 dic.      | 0-0          | Bari-Vicenza          | 0-1           | 4 apr.        |
| 20 dic.      | 3-0          | Bologna-Milano        | 2-3           | 4 apr.        |
| 20 dic.      | 3-2          | Juventus-Genova 1893  | 2-1           | 4 apr.        |
| 20 dic.      | 1-1          | Lazio-Venezia         | 1-2           | 4 apr.        |
| 20 dic.      | 1-1          | Liguria-Triestina     | 1-3           | 4 apr.        |
| 20 dic.      | 2-0          | Livorno-Roma          | 0-1           | 4 apr.        |

| andata (14ª) | andata (14ª) | Quattordicesima giornata | ritorno (29ª) | ritorno (29ª) |
|              |              |                          |               |               |
| 3 gen.       | 3-1          | Ambrosiana-Milano        | 3-0           | 18 apr.       |
| 3 gen.       | 2-1          | Bari-Venezia             | 0-0           | 18 apr.       |
| 3 gen.       | 1-2          | Bologna-Torino           | 1-2           | 18 apr.       |
| 3 gen.       | 0-2          | Genova 1893-Roma         | 3-2           | 18 apr.       |
| 3 gen.       | 5-2          | Juventus-Fiorentina      | 4-3           | 18 apr.       |
| 3 gen.       | 5-1          | Lazio-Liguria            | 0-2           | 18 apr.       |
| 3 gen.       | 2-0          | Livorno-Vicenza          | 3-1           | 18 apr.       |
| 3 gen.       | 0-1          | Triestina-Atalanta       | 2-2           | 18 apr.       |

## Spareggi

### Spareggi salvezza
|           | Risultati |         | Luogo e data           |
| --------- | --------- | ------- | ---------------------- |
| Bari      | 1-1       | Venezia | Roma, 2 maggio 1943    |
| Triestina | 2-0       | Venezia | Firenze, 9 maggio 1943 |
| Triestina | 3-2       | Bari    | Modena, 16 maggio 1943 |
|           |           |         |                        |
| Venezia   | 3-0       | Bari    | Bologna, 6 giugno 1943 |
|           |           |         |                        |

## Statistiche

### Squadre

#### Capoliste solitarie
|    | —— | ——      | ——      | ——      | ——      | ——      | ——      | ——      | ——      | ——  | ——      | ——      | ——      | ——  | ——      | ——      | ——      | ——  | ——      | ——      | ——      | ——      | ——      | ——      | ——      | ——     | ——     | ——     | ——     | —— |  |
|    |    | Livorno | Livorno | Livorno | Livorno | Livorno | Livorno | Livorno | Livorno |     | Livorno | Livorno | Livorno |     | Livorno | Livorno | Livorno |     | Livorno | Livorno | Livorno | Livorno | Livorno | Livorno | Livorno | Torino | Torino | Torino | Torino |    |  |
|    |    |         |         |         |         |         |         |         |         |     |         |         |         |     |         |         |         |     |         |         |         |         |         |         |         |        |        |        |        |    |  |
|    |    |         |         |         |         |         |         |         |         |     |         |         |         |     |         |         |         |     |         |         |         |         |         |         |         |        |        |        |        |    |  |
| 1ª | 2ª | 3ª      | 4ª      | 5ª      | 6ª      | 7ª      | 8ª      | 9ª      | 10ª     | 11ª | 12ª     | 13ª     | 14ª     | 15ª | 16ª     | 17ª     | 18ª     | 19ª | 20ª     | 21ª     | 22ª     | 23ª     | 24ª     | 25ª     | 26ª     | 27ª    | 28ª    | 29ª    | 30ª    |    |  |

#### Classifica in divenire
| [ 9 ]       | 1ª | 2ª | 3ª | 4ª | 5ª | 6ª | 7ª | 8ª | 9ª | 10ª | 11ª | 12ª | 13ª | 14ª | 15ª | 16ª | 17ª | 18ª | 19ª | 20ª | 21ª | 22ª | 23ª | 24ª | 25ª | 26ª | 27ª | 28ª | 29ª | 30ª |
| [ 9 ]       |    |    |    |    |    |    |    |    |    |     |     |     |     |     |     |     |     |     |     |     |     |     |     |     |     |     |     |     |     |     |
| ----------- | -- | -- | -- | -- | -- | -- | -- | -- | -- | --- | --- | --- | --- | --- | --- | --- | --- | --- | --- | --- | --- | --- | --- | --- | --- | --- | --- | --- | --- | --- |
| Ambrosiana  | 2  | 3  | 5  | 5  | 7  | 7  | 8  | 8  | 8  | 10  | 12  | 14  | 15  | 17  | 19  | 21  | 23  | 25  | 27  | 27  | 28  | 30  | 30  | 32  | 32  | 32  | 32  | 32  | 34  | 34  |
| Atalanta    | 0  | 2  | 2  | 2  | 2  | 4  | 4  | 6  | 8  | 9   | 10  | 12  | 12  | 14  | 16  | 18  | 19  | 19  | 20  | 20  | 20  | 22  | 22  | 23  | 25  | 25  | 25  | 27  | 28  | 28  |
| Bari        | 2  | 2  | 4  | 4  | 5  | 7  | 8  | 8  | 8  | 9   | 9   | 10  | 10  | 12  | 12  | 12  | 13  | 14  | 14  | 16  | 17  | 18  | 18  | 19  | 19  | 21  | 21  | 23  | 24  | 24  |
| Bologna     | 2  | 2  | 3  | 5  | 5  | 5  | 5  | 7  | 8  | 10  | 12  | 14  | 14  | 14  | 16  | 16  | 18  | 19  | 21  | 23  | 23  | 24  | 24  | 26  | 28  | 28  | 28  | 28  | 28  | 29  |
| Fiorentina  | 0  | 1  | 3  | 5  | 7  | 7  | 9  | 9  | 10 | 10  | 12  | 12  | 14  | 14  | 16  | 18  | 18  | 18  | 20  | 21  | 21  | 22  | 24  | 25  | 25  | 25  | 27  | 27  | 27  | 29  |
| Genova 1893 | 2  | 3  | 5  | 5  | 7  | 7  | 9  | 9  | 11 | 11  | 13  | 13  | 15  | 15  | 15  | 17  | 19  | 19  | 20  | 22  | 24  | 25  | 27  | 28  | 30  | 30  | 30  | 31  | 33  | 33  |
| Juventus    | 1  | 2  | 2  | 2  | 4  | 4  | 6  | 8  | 10 | 12  | 13  | 15  | 17  | 19  | 20  | 20  | 22  | 22  | 24  | 26  | 26  | 27  | 29  | 29  | 31  | 33  | 35  | 35  | 37  | 37  |
| Lazio       | 1  | 3  | 3  | 5  | 5  | 7  | 7  | 9  | 10 | 12  | 12  | 13  | 14  | 16  | 16  | 18  | 18  | 19  | 19  | 19  | 21  | 22  | 22  | 23  | 24  | 26  | 26  | 26  | 26  | 28  |
| Liguria     | 0  | 1  | 1  | 3  | 3  | 5  | 5  | 7  | 8  | 10  | 10  | 11  | 13  | 13  | 13  | 15  | 15  | 15  | 15  | 15  | 15  | 16  | 17  | 18  | 18  | 18  | 18  | 18  | 20  | 21  |
| Livorno     | 2  | 4  | 6  | 8  | 10 | 12 | 13 | 15 | 16 | 16  | 16  | 18  | 18  | 20  | 21  | 23  | 24  | 26  | 27  | 29  | 31  | 32  | 34  | 35  | 35  | 37  | 37  | 39  | 41  | 43  |
| Milano      | 1  | 2  | 3  | 3  | 4  | 6  | 6  | 8  | 9  | 10  | 12  | 12  | 14  | 14  | 15  | 17  | 17  | 19  | 19  | 20  | 22  | 24  | 26  | 27  | 27  | 27  | 29  | 29  | 29  | 29  |
| Roma        | 2  | 4  | 5  | 6  | 6  | 6  | 8  | 8  | 9  | 10  | 10  | 10  | 10  | 12  | 12  | 12  | 14  | 14  | 16  | 16  | 18  | 18  | 20  | 20  | 22  | 24  | 26  | 28  | 28  | 28  |
| Torino      | 0  | 0  | 2  | 4  | 6  | 8  | 10 | 10 | 12 | 14  | 16  | 16  | 17  | 19  | 21  | 21  | 22  | 24  | 25  | 27  | 29  | 30  | 30  | 32  | 34  | 36  | 38  | 40  | 42  | 44  |
| Triestina   | 1  | 2  | 3  | 3  | 4  | 4  | 5  | 6  | 7  | 7   | 8   | 9   | 9   | 9   | 11  | 11  | 13  | 14  | 16  | 16  | 16  | 16  | 17  | 18  | 18  | 18  | 20  | 21  | 22  | 24  |
| Venezia     | 0  | 1  | 1  | 2  | 2  | 2  | 4  | 5  | 5  | 5   | 6   | 7   | 9   | 9   | 9   | 9   | 9   | 11  | 11  | 12  | 12  | 12  | 13  | 13  | 15  | 17  | 19  | 21  | 22  | 24  |
| Vicenza     | 0  | 0  | 0  | 2  | 3  | 5  | 5  | 5  | 5  | 5   | 5   | 6   | 7   | 7   | 8   | 8   | 8   | 10  | 10  | 11  | 13  | 14  | 15  | 16  | 17  | 19  | 21  | 23  | 23  | 25  |

#### Classifiche di rendimento

##### Rendimento andata-ritorno
| Andata      | Andata | Ritorno     | Ritorno |
|             |        |             |         |
| Livorno     | 21     | Torino      | 23      |
| Torino      | 21     | Livorno     | 22      |
| Juventus    | 20     | Genova 1893 | 18      |
| Ambrosiana  | 19     | Juventus    | 17      |
| Atalanta    | 16     | Vicenza     | 17      |
| Bologna     | 16     | Roma        | 16      |
| Fiorentina  | 16     | Ambrosiana  | 15      |
| Lazio       | 16     | Venezia     | 15      |
| Genova 1893 | 15     | Milan       | 14      |
| Milano      | 15     | Bologna     | 13      |
| Liguria     | 13     | Fiorentina  | 13      |
| Bari        | 12     | Triestina   | 13      |
| Roma        | 12     | Atalanta    | 12      |
| Triestina   | 11     | Bari        | 12      |
| Venezia     | 9      | Lazio       | 12      |
| Vicenza     | 8      | Liguria     | 8       |

##### Rendimento casa-trasferta
| Casa        | Casa | Trasferta  | Trasferta |
|             |      |            |           |
| Livorno     | 24   | Torino     | 22        |
| Fiorentina  | 22   | Livorno    | 19        |
| Genova 1893 | 22   | Juventus   | 16        |
| Lazio       | 22   | Ambrosiana | 13        |
| Torino      | 22   | Vicenza    | 12        |
| Ambrosiana  | 21   | Genova     | 11        |
| Juventus    | 21   | Milano     | 11        |
| Atalanta    | 19   | Bologna    | 10        |
| Bari        | 19   | Roma       | 10        |
| Bologna     | 19   | Venezia    | 10        |
| Liguria     | 18   | Atalanta   | 9         |
| Milano      | 18   | Triestina  | 9         |
| Roma        | 18   | Fiorentina | 7         |
| Triestina   | 15   | Lazio      | 6         |
| Venezia     | 14   | Bari       | 5         |
| Vicenza     | 13   | Liguria    | 3         |

#### Primati stagionali
- Maggior numero di vittorie: Torino (20)
- Minor numero di sconfitte: Livorno (5)
- Miglior attacco: Juventus (75 reti fatte)
- Miglior difesa: Torino (31 reti subite)
- Miglior differenza reti: Torino (+37)
- Maggior numero di pareggi: Triestina (14)
- Minor numero di vittorie: Triestina (5)
- Maggior numero di sconfitte: Liguria (16)
- Peggiore attacco: Bari (24 reti fatte)
- Peggior difesa: Liguria (66 reti subite)
- Peggior differenza reti: Liguria (-30)
- Partita con più reti: Genova 1893-Lazio 6-5 (7ª giornata)
- Miglior sequenza di partite utili: Livorno (11, dalla 14ª alla 24ª giornata)
- Peggior sequenza di partite senza vittoria: Triestina (14, dalla 1ª alla 14ª giornata)
- Massimo numero di reti segnate in una singola giornata: 37 (26ª giornata)
- Minimo numero di reti segnate in una singola giornata: 15 (25ª giornata)

### Individuali

#### Classifica marcatori
Nel corso del campionato furono segnati complessivamente 742 gol (di cui 21 su autorete) da 131 diversi giocatori, per una media di 3,09 gol a partita. Inoltre furono messe a segno ben 4 quadriplette: da Silvio Piola in Lazio-Juventus 5-3, alla 4ª giornata; da Giuseppe Baldini in Atalanta-Ambrosiana Inter 2-5 alla 18ª giornata; da Amedeo Amadei in Roma-Liguria 5-1, alla 21ª giornata e da Pietro Magni in Juventus-Triestina 6-1 alla 26ª giornata. Di seguito, la classifica dei marcatori.
| Gol | Rigori |  | Giocatore           | Squadra          |
| --- | ------ |  | ------------------- | ---------------- |
| 21  | 5      |  | Silvio Piola        | Lazio            |
| 19  | 4      |  | Guglielmo Trevisan  | Genova 1893      |
| 17  | 3      |  | Vittorio Sentimenti | Juventus         |
| 16  |        |  | Riza Lushta         | Juventus         |
| 14  |        |  | Amedeo Amadei       | Roma             |
| 14  |        |  | Guglielmo Gabetto   | Torino           |
| 14  |        |  | Giovanni Gaddoni    | Ambrosiana-Inter |
| 13  | 2      |  | Frane Matošić       | Bologna          |
| 12  |        |  | Pietro Ferraris     | Torino           |
| 12  |        |  | Adriano Gè          | Atalanta         |
| 12  | 2      |  | Alberto Marchetti   | Vicenza          |
| 12  |        |  | Teresio Piana       | Livorno          |